# Wimbledon Championships 1975
Die 89. Wimbledon Championships fanden vom 23. Juni bis zum 5. Juli 1975 in London, Großbritannien statt. Ausrichter war der All England Lawn Tennis and Croquet Club.

## Herreneinzel

### Setzliste
| Nr. | Spieler         | Erreichte Runde |
| --- | --------------- | --------------- |
| 01. | Jimmy Connors   | Finale          |
| 02. | Ken Rosewall    | Achtelfinale    |
| 03. | Björn Borg      | Viertelfinale   |
| 04. | Guillermo Vilas | Viertelfinale   |
| 05. | Ilie Năstase    | 2. Runde        |
| 06. | Arthur Ashe     | Sieg            |
| 07. | Stan Smith      | 1. Runde        |
| 08. | Raúl Ramírez    | Viertelfinale   |

| Nr. | Spieler          | Erreichte Runde |
| --- | ---------------- | --------------- |
| 09. | Tom Okker        | Viertelfinale   |
| 10. | John Alexander   | 2. Runde        |
| 11. | Roscoe Tanner    | Halbfinale      |
| 12. | Jan Kodeš        | 2. Runde        |
| 13. | Marty Riessen    | Achtelfinale    |
| 14. | Vitas Gerulaitis | 1. Runde        |
| 15. | Onny Parun       | 3. Runde        |
| 16. | Tony Roche       | Halbfinale      |

## Dameneinzel

### Setzliste
| Nr. | Spielerin           | Erreichte Runde |
| --- | ------------------- | --------------- |
| 01. | Chris Evert         | Halbfinale      |
| 02. | Martina Navrátilová | Viertelfinale   |
| 03. | Billie Jean King    | Sieg            |
| 04. | Evonne Cawley       | Finale          |

| Nr. | Spielerin      | Erreichte Runde |
| --- | -------------- | --------------- |
| 05. | Margaret Court | Halbfinale      |
| 06. | Virginia Wade  | Viertelfinale   |
| 07. | Olga Morosowa  | Viertelfinale   |
| 08. | Kerry Reid     | 2. Runde        |

## Herrendoppel

### Setzliste
| Nr. | Paarung                      | Erreichte Runde |
| --- | ---------------------------- | --------------- |
| 01. | Brian Gottfried Raúl Ramírez | 2. Runde        |
| 02. | Jimmy Connors Ilie Năstase   | 2. Runde        |
| 03. | Bob Hewitt Frew McMillan     | Viertelfinale   |
| 04. | Bob Lutz Stan Smith          | Achtelfinale    |

| Nr. | Paarung                     | Erreichte Runde |
| --- | --------------------------- | --------------- |
| 05. | John Alexander Phil Dent    | 2. Runde        |
| 06. | Mark Cox Roger Taylor       | Achtelfinale    |
| 07. | Tom Okker Marty Riessen     | Achtelfinale    |
| 08. | Arthur Ashe Erik van Dillen | 2. Runde        |

## Damendoppel

### Setzliste
| Nr. | Paarung                         | Erreichte Runde |
| --- | ------------------------------- | --------------- |
| 01. | Evonne Cawley Peggy Michel      | 2. Runde        |
| 02. | Rosie Casals Billie Jean King   | Halbfinale      |
| 03. | Chris Evert Martina Navrátilová | Viertelfinale   |
| 04. | Margaret Court Virginia Wade    | Viertelfinale   |

## Mixed

### Setzliste
| Nr. | Paarung                           | Erreichte Runde |
| --- | --------------------------------- | --------------- |
| 01. | Marty Riessen Margaret Court      | Sieg            |
| 02. | Tony Roche Billie Jean King       | Achtelfinale    |
| 03. | Jan Kodeš Martina Navrátilová     | Halbfinale      |
| 04. | Alexander Metreweli Olga Morosowa | Halbfinale      |